# Större skogsglanssnäcka
Större skogsglanssnäcka (Aegopinella nitidula) är en snäckart som först beskrevs av Draparnaud 1805.  Större skogsglanssnäcka ingår i släktet Aegopinella, och familjen glanssnäckor. Enligt den finländska rödlistan är arten nära hotad i Finland. Arten är reproducerande i Sverige. Artens livsmiljö är friska och torra lundar.

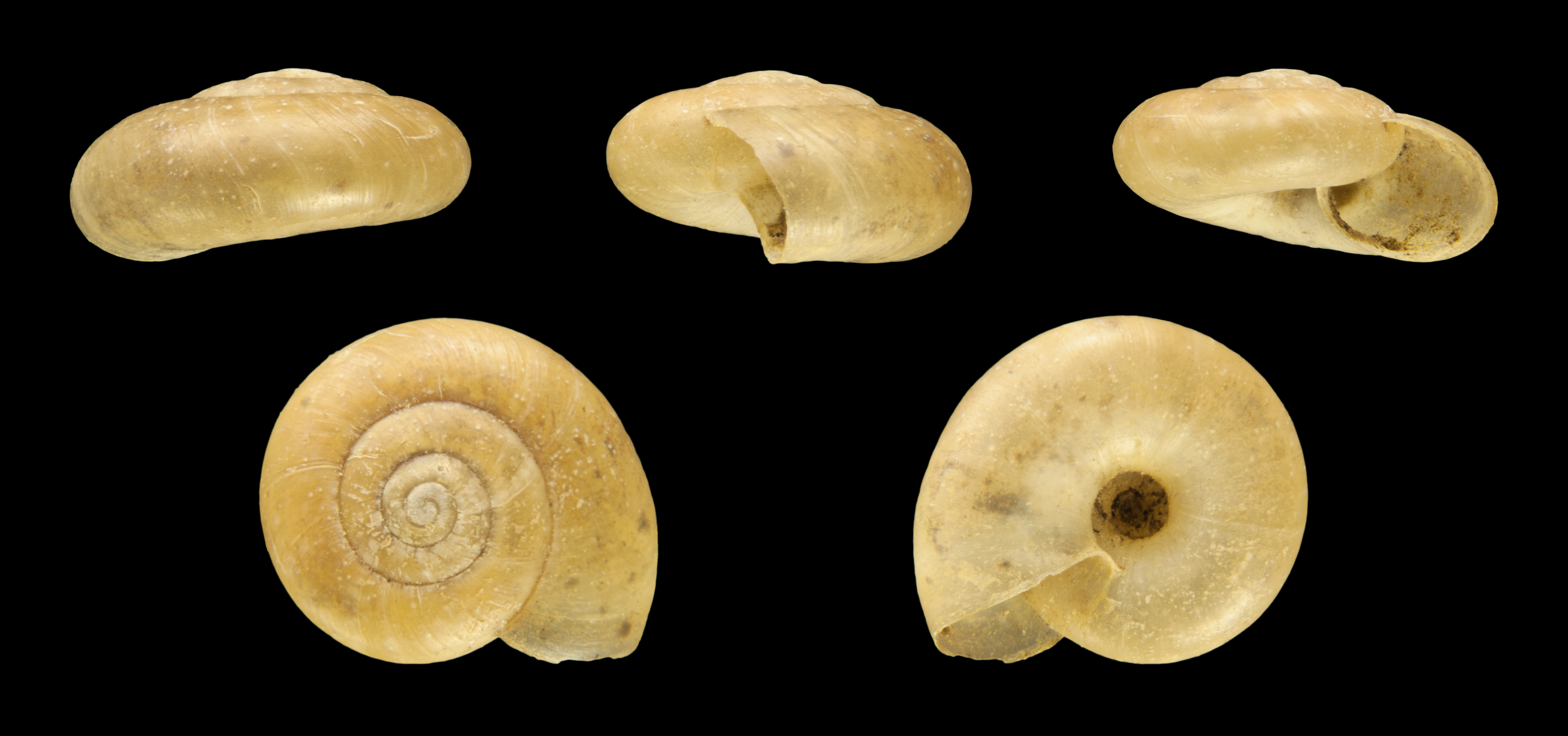